# Cephalotes cristatus
Espèce
Synonymes
Cephalotes cristatus est une espèce de fourmis arboricoles de la sous-famille des Myrmicinae.

## Répartition
Cephalotes cristatus se rencontre au Belize, en Colombie, au Costa Rica, au Guatemala, au Honduras et au Mexique.

## Classification
Le nom valide complet (avec auteur) de ce taxon est Cephalotes cristatus (Emery, 1890).
L'espèce a été initialement classée dans le genre Crytocerus  sous le protonyme Crytocerus cristatus Emery, 1890.
Cephalotes cristatus a pour synonymes :
- Crytocerus cristatus Emery, 1890
- Paracrytocerus cristatus (Emery, 1890)
- Zacrytocerus cristatus (Emery, 1890)